# 유테이르 항공의 운항 노선
유테이르 항공은 다음과 같은 노선을 운항하고 있다.(2012년 11월 기준)

## 아프리카
이집트
- 후르가다 - 후르가다 국제공항 전세편
- 샤름엘셰이크 - 샤름엘셰이크 국제공항 전세편

## 아시아

### 중앙아시아
타지키스탄
- 두샨베 - 두샨베 공항
- 후잔트 - 후잔트 공항

우즈베키스탄
- 안디잔 - 안디잔 공항
- 부하라 - 부하라 국제공항
- 페르가나 - 페르가나 국제공항
- 사마르칸트 - 사마르칸트 국제공항
- 타슈켄트 - 타슈켄트 국제공항

### 동남아시아
태국
- 방콕 - 수완나품 국제공항 전세편
- 푸껫 - 푸껫 국제공항 전세편

### 서남아시아
아르메니아
- 예레반 - 즈바르토노즈 국제공항

아제르바이잔
- 바쿠 - 헤이다르 알리예프 국제공항
- 간자 - 간자 공항
- 랑카란 - 랑카란 국제공항
- 나히체반 - 나히체반 공항

이스라엘
- 텔아비브 - 벤구리온 국제공항

터키
- 안탈리아 - 안탈리아 국제공항 전세편
- 트라브존 - 트라브존 공항[1]

## 유럽
벨라루스
- 민스크 - 민스크 국제공항[2]

체코
- 브르노 - 브르노 투레니 공항

에스토니아
- 탈린 - 탈린 공항

독일
- 하노버 - 하노버 공항
- 뮌헨 - 뮌헨 국제공항

그리스
- 테살로니키 - 테살로니키 국제공항

헝가리
- 부다페스트 - 부다페스트 페리 헤지 국제공항[3]

라트비아
- 리가 - 리가 국제공항

리투아니아
- 빌뉴스 - 빌뉴스 국제공항

몰도바
- 키시너우 - 키시너우 국제공항

슬로베니아
- 브라티슬라바 - M.R.슈테파니크 공항

스페인
- 바르셀로나 - 바르셀로나 엘프라트 공항 전세편

우크라이나
- 도네츠크 - 도네츠크 공항
- 카리프 - 카리프 오스노바 국제공항
- 키예프
  - 보리스필 국제공항
  - 키예프 줄리아니 국제공항[4]
- 크리프이리 - 크리프이리 국제공항
- 루한스크 - 루한스크 국제공항
- 리비우 - 리비우 국제공항
- 미콜라이프 - 미콜라이프 공항
- 심페로폴 - 심페로폴 국제공항
- 자포리지아 - 자포리지아 국제공항

### 러시아
알타이 공화국
- 바르나울 - 바르나울 공항[5]
- 비스크 - 비스크 공항

아무르주
- 블라고베셴스크 - 이그나트예보 공항

아르한겔스크주
- 아르한겔스크 - 타라겔 공항

야말로네네츠 자치구
- 나르얀마르 - 나르얀마르 공항

아스트라한주
- 아스트라한 - 나리마노보 공항

바시키르 공화국
- 우파 - 우파 공항

벨고로트 주
- 벨고로트 - 벨고로트 공항

부랴트 공화국
- 울란우데 - 울란우데 공항 전세편

체첸 공화국
- 그로즈니 - 그로즈니 공항

첼랴빈스크주
- 첼랴빈스크 - 첼랴빈스크 공항[6]
- 마그니토고르스크 - 마그니토고르스크 공항*

추바시 공화국
- 추바시야 - 추바시야 공항

다게스탄 공화국
- 마하치칼라 - 우타쉬 공항

인구시 공화국
- 마가스/나즈란 - 마가스 공항

이르쿠츠크주
- 보다이보 - 보다이보 공항
- 이르쿠츠크 - 이르쿠츠크 국제공항
- 우스커트 - 우스커트 공항

카바르디노발카르 공화국
- 날치크 - 날치크 공항[7]

칼리닌그라드주
- 칼리닌그라드 - 크라브로보 공항

하바롭스크 지방
- 하바롭스크 - 하바롭스크 공항

키로프주
- 키로프 - 폴베딜로보 공항

코미 공화국
- 페초라저지 - 페초라저지 공항
- 식팁카르 - 식팁카르 공항
- 우카타 - 우카타 공항
- 우신스크 - 우신스크 공항
- 우스타스마 - 우스타스마 공항
- 보르쿠타 - 보르쿠타 공항

크라스노야르스크 주
- 안아파 - 비야즈보 공항
- 겔렌지크 - 겔렌지크 공항 계절편
- 크라스노다르 - 파시코브스키 공항
- 소치 - 소치 국제공항

크라스노야르스크
- 이가르타 - 이가르타 공항
- 크라스노야르스크 - 예밀야노보 공항
- 투르칸스크 - 투르칸스크 공항

쿠르간
- 쿠르간 - 쿠르간 공항

쿠르스크
- 쿠르스크 - 쿠르스크 공항[8]

리페츠크주
- 리페츠크 - 리페츠크 공항

마리옐 공화국
- 요시카르올라 - 요시카르올라 공항

모스크바/모스크바주
- 도모데도보 국제공항
- 브누코보 국제공항 허브

무르만스크주
- 무르만스크 - 무르만스크 공항

니즈니노브고로드주
- 니즈니노브고로드 - 스트리그노 공항

노보시비르스크주
- 노보시비르스크 - 톨마쵸보 국제공항

북오세티야 공화국
- 블라디캅카스 - 비스란 공항

옴스크주
- 옴스크 - 첸트랄니 공항

프리모르스키 지방
- 블라디보스토크 - 블라디보스토크 국제공항

로스토프주
- 로스토프나도누 - 로스토프나도누 공항

상트페테르부르크/레닌그라드주
- 풀코보 국제공항

사하 공화국
- 미르니 - 미르니 공항

사마라주
- 사마라 - 쿠루모치 공항

스타브로폴 지방
- 미네랄보디 - 미네랄보디 공항
- 스타브로폴 - 스파코브스코야브 공항

스베르들로프스크 주
- 예카테린부르크 - 콜초보 공항

탐보프주
- 탐보프 - 탐보프 공항

타타르 공화국
- 카잔 - 카잔 공항
- 네베레즈니예 첼니/니즈네캄스크/예라보가 - 비기쇼보 공항

톰스크주
- 톰스크 - 보가쇼보 공항

튜멘주
- 튜멘 - 로스치노 공항 허브

한티만시 자치구
- 벨로야르스키 - 벨로야르스크 공항
- 벨로야조보 - 벨로야조보 공항
- 이그림 - 이그림 공항
- 한티만시스크 - 한티만시스크 공항
- 코가림 - 코가림 공항
- 니즈네바르톱스크 - 니즈네바르톱스크 공항
- 니아간 - 니아간 공항
- 소베트스키 - 소베트스키 튜멘스카라 공항
- 수르구트 - 수르구트 공항 허브
- 우레이 - 우레이 공항

야말로네네츠 자치구
- 야스카미니 - 야스카미니 공항
- 노비우란고이 - 노비우란고이 공항
- 살레하르트 - 살레하르트 공항
- 노야브롭스크 - 노야브롭스크 공항

울리야놉스크주
- 울리야놉스크 - 울리야놉스크 보스토치니 공항

볼고그라드주
- 볼고그라드 - 볼고그라드 국제공항

볼로그다주
- 체레포베츠 - 체레포베츠 공항

^*  - 마그니토고르스크 공항의 경우 바시키리야에 위치해 있다.